# Jörg-Peter Hahn
Jörg-Peter Hahn (* 3. Mai 1930 in Hamburg; † 11. Juli 1996 in Norderstedt) war ein deutscher Kabarettist, Schauspieler und Hörfunkautor. Er ist auch Autor einer Reihe von Lustspielen.

## Leben
Beginnend als Feuilletonist und Redakteur bei Zeitungen kam er 1960 als Autor zum Rundfunk. Am bekanntesten wurde ab 1963 Hahns Hörfunkreihe Zwei schlicht – zwei kraus bei Radio Bremen.
Als Dramatiker tat er sich mit Lustspielen hervor. Piepen för de Peer (1973), ein Schwank in drei Akten, erfuhr seine Uraufführung im Hamburger Ohnsorg-Theater.
Als Kabarettist war Hahn, der viele Jahre selbst Theater spielte, Gründer von „Die Parodisten“ in Hamburg und „Die Thespisnarren“ in Norderstedt.
Hahn war mit Inka Hahn (1936–2020) verheiratet.

## Veröffentlichungen
- Kurven, Küsse, Karrieren. Offenbach 1957
- Gangster, Gags und Gänsehaut. Offenbach 1962
- Kurz geschnaubt lang gewiehert. Offenbach 1964

Schauspiele
- Kalifornisches Roulette
- Uns lütten Doktor
- Dat Dörpfest

## Ehrungen
2001 beschloss die Stadt Norderstedt die Benennung einer Freifläche beim Rathaus in Jörg-Peter-Hahn-Platz.